# 444
444 (CDXLIV) va ser un any comú començat en dissabte del calendari julià, en vigor en aquella data.

## Esdeveniments
- Diòscor d'Alexandria és elevat a Patriarca d'Alexandria.
- Ireneu és nomenat bisbe de Tir.
- Fundació de la ciutat d'Armagh[1]

## Naixements
- Diòscor d'Alexandria, patriarca d'Alenxadria[2]

## Necrològiques
- 21 de juny - Alexandria: Ciril I d'Alexandria, Doctor de l'Església.